# Liste des districts du Sind
Les districts du Sind partagent la province du Sind au Pakistan en 23 districts.

## Liste

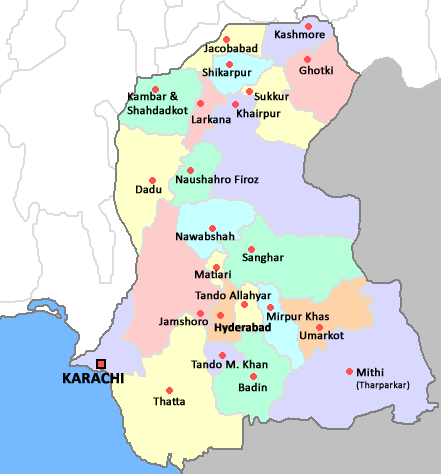
Les districts de Sindh et leurs chefs-lieux.

| no  | District            | Capitale            | Superficie (km²) | Population (1998) | Densité (habitants/km²) |
| --- | ------------------- | ------------------- | ---------------- | ----------------- | ----------------------- |
| 1.  | Badin               | Badin               | 6 726            | 1 136 044         | 169                     |
| 2.  | Dadu                | Dadu                | 19 070           | 1 688 811         | 89                      |
| 3.  | Ghotki              | Ghotki              | 6 083            | 970 549           | 160                     |
| 4.  | Hyderabad           | Hyderabad           | 5 519            | 2 891 488         | 524                     |
| 5.  | Jacobabad           | Jacobabad           | 5 278            | 1 425 572         | 270                     |
| 6.  | Jamshoro            | Jamshoro            |                  |                   |                         |
| 7.  | Karachi             | Karachi             | 3 527            | 9,856 318         | 2 795                   |
| 8.  | Kashmore            | Kashmore            |                  |                   |                         |
| 9.  | Khairpur            | Khairpur            | 15 910           | 1 546 587         | 97                      |
| 10. | Larkana             | Larkana             | 7 423            | 1 927 066         | 260                     |
| 11. | Matiari             | Matiari             |                  |                   |                         |
| 12. | Mirpur Khas         | Mirpur Khas         | 2 925            | 1 569 030         | 536                     |
| 13. | Naushahro Feroze    | Naushahro Feroze    | 2 945            | 1 087 571         | 369                     |
| 14. | Shaheed Benazirabad | Nawabshah           | 4 502            | 1 071 533         | 238                     |
| 15. | Qambar              | Qambar              |                  |                   |                         |
| 16. | Sanghar             | Sanghar             | 10 728           | 1 453 028         | 135                     |
| 17. | Shikarpur           | Shikarpur           | 2 512            | 880 438           | 350                     |
| 18. | Sukkur              | Sukkur              | 5 165            | 908 373           | 176                     |
| 19. | Tando Allahyar      | Tando Allahyar      |                  |                   |                         |
| 20. | Tando Muhammad Khan | Tando Muhammad Khan |                  |                   |                         |
| 21. | Tharparkar          | Tharparkar          | 19 638           | 914 291           | 47                      |
| 22. | Thatta              |                     | 17 355           | 1 113 194         | 64                      |
| 23. | Umerkot             | Umerkot             |                  |                   |                         |
|     |                     |                     | 135 306          | 30 439 893        | 225                     |